# Драматический театр

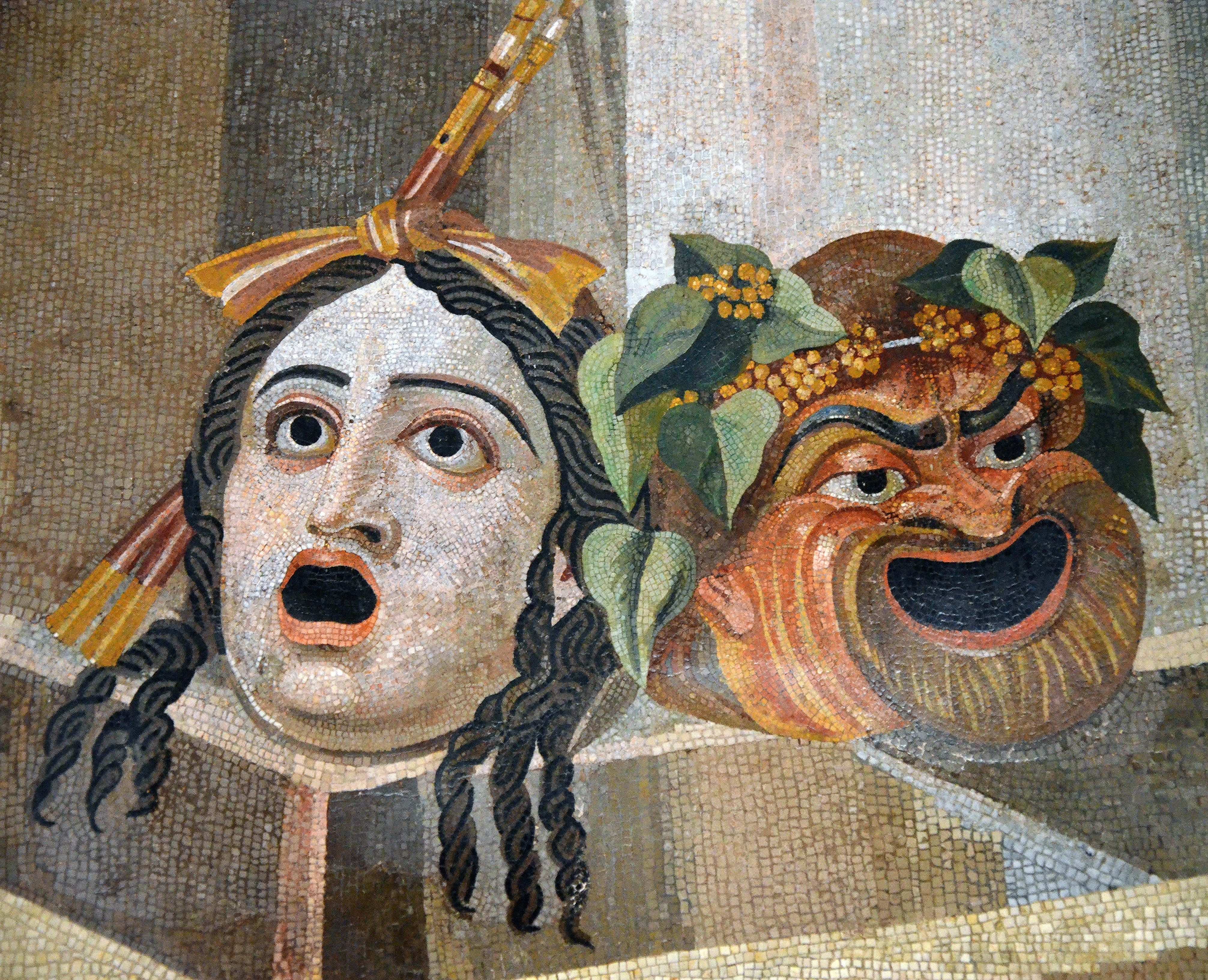
Древнеримские театральные маски

 Драмати́ческий театр — один из основных видов театра, наряду с оперным и балетным творчеством, театром кукол и пантомимой.
В отличие от оперного и балетного театров, где основой представления является музыкально-драматическое произведение — опера, балет, оперетта, — спектакль в драматическом театре всё основывается на литературном произведении — драме или сценарии, предполагающем импровизацию. Основным средством выразительности для артиста драматического театра, наряду с физическими действиями, является речь, — в отличие от оперы, где содержание спектакля раскрывается в музыке и пении, и балета, где оно воплощается в музыкально-хореографических образах, танце и пантомиме.
При этом драматический театр в наибольшей степени является искусством синтетическим: он может включать в себя в качестве полноправных элементов и вокал, и танец, и пантомиму.

## История

### Античный театр

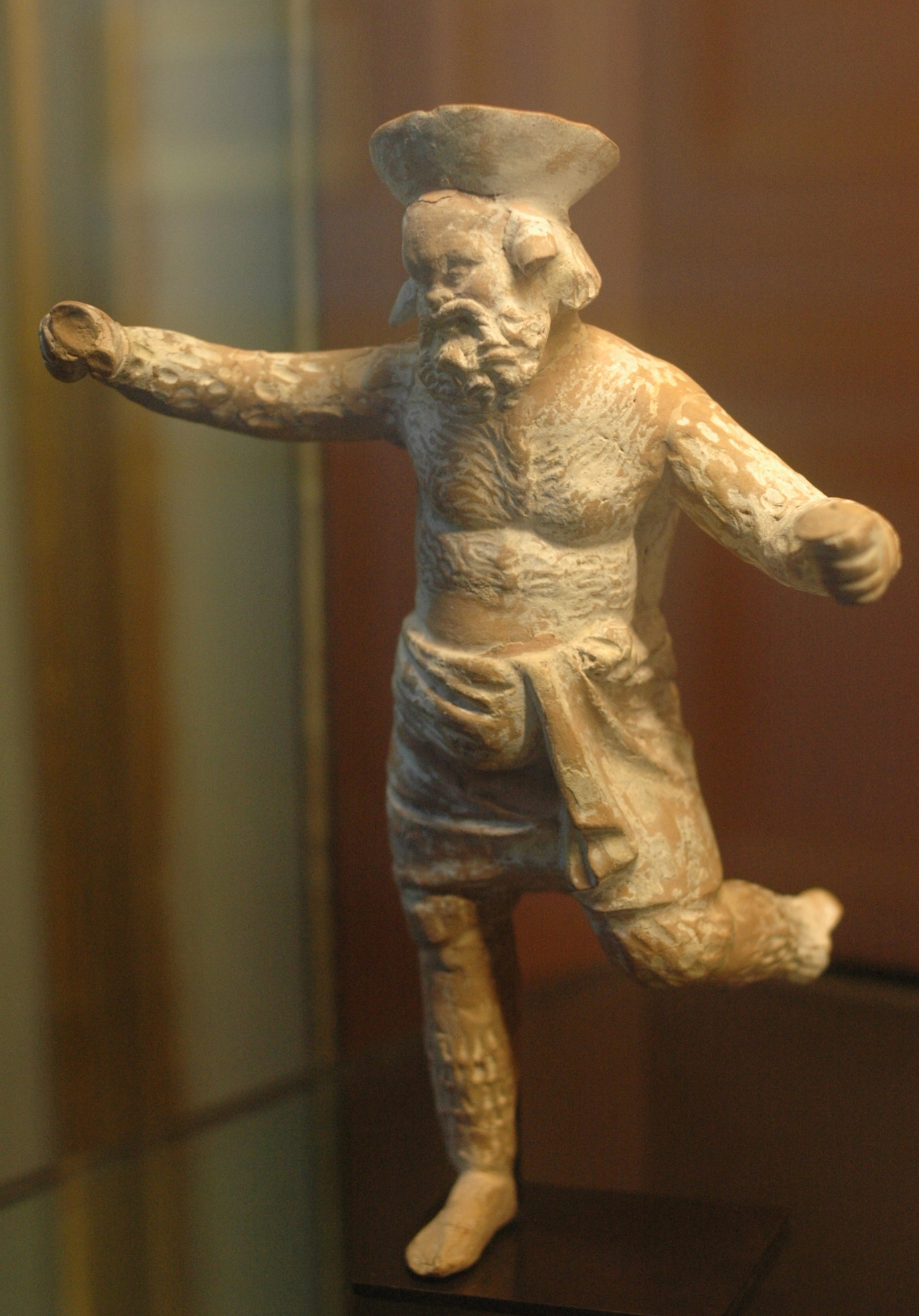
Сатир. IV век до н. э.

Для того чтобы из синкретического искусства народных обрядовых празднеств родился театр, необходимо было разделение участников празднества на исполнителей и зрителей, — профессионализация исполнительства, в свою очередь, привела к обособлению различных видов театрального искусства.
Древнегреческий театр родился из обрядовых игр, посвященных богам — покровителям земледелия, в первую очередь Дионису: в ходе посвящённых ему празднеств хор «сатиров», одетых в козлиные шкуры, распевал песни (дифирамбы), содержание которых составляли мифы дионисийского круга. От хора сатиров произошло и слово «трагедия» (буквально — «песнь козлов»). Годом рождения мирового театра считается 534 г. до н. э., когда афинский поэт Феспид во время Великих Дионисий наряду с хором использовал одного актёра-декламатора. Декламатор, которого в VI веке до н. э. называли «гипокритом» («ответчиком» или «комментатором»), мог вступать в диалог с хором, изображать по ходу повествования различных персонажей мифов, и таким образом к диалогу примешивались элементы актёрской игры. Позже Эсхил добавил к хору второго актёра-декламатора, а Софокл третьего, — в V веке до н. э. «гипокриты» уже могли общаться не только с хором, но и между собой, что сделало возможным драматическое действие, независимое от хора, и в результате — преобразование хора сатиров в драму.
С конца VI в. до н. э. в Афинах ежегодно, в марте — в дни праздника Великих Дионисий — ставились трагедии, комедии и сатировские драмы. В первый день праздника зрителям в специально сооруженном театре представляли пять комедий, в течение последующих трёх дней — три тетралогии, каждая из которых состояла из одной сатировской драмы и трёх трагедий. Со II половины V в. до н. э. такие же представлния устраивались и в январе — в праздник Леней. Спектакли игрались в костюмах, соответствовавших прежде всего характеру постановки: так, трагедии исполняли в длинных цветных костюмах с дорогой отделкой, высоких прическах, сапогах на толстой кожаной подошве (котурнах) и «трагических» масках; для комедий, помимо соответствующих масок, выбирали короткие костюмы, часто использовали накладные животы, горбы и прочие приспособления, придававшие телу гротескные формы.
Римляне унаследовали театральную культуру Древней Греции; начиная с 240 г. до н. э. спектакли игрались в дни больших праздников — трагедии и комедии, а с I в. до н. э. — ателланы; позже широкое распространение получили мимы и пантомимы. В римском театре лишь в эпоху империи появились маски; в отличие от греков, римляне использовали парики.
В эпоху империи театр постепенно приходил в упадок; уже Сенека писал свои трагедии не для постановки на сцене, а для чтения в узком кругу. На сцене же трагедия уступала своё место пантомиме; для изображения одного сценического персонажа нередко требовались уже два исполнителя: один читал стихи, второй производил соответствующие движения и жесты.

### Театр Средневековья
В эпоху упадка Римской империи театральное искусство постепенно вырождалось, а после падения Рима античный опыт был забыт: ранние идеологи христианства осуждали лицедейство, и не только актёры, музыканты и «плясуны», но и все «одержимые страстью к театру» исключались из христианских общин. Средневековый театр фактически рождался заново, из тех же источников: народных обрядов и религиозных праздников — инсценировок церковных служб.
К языческим крестьянским праздникам и связанным с ними традиционным играм восходило искусство средневековых гистрионов — бродячих актёров, которые могли быть одновременно и танцорами, и певцами, и рассказчиками, дрессировщиками животных, гимнастами и фокусниками, играть на самых разнообразных инструментах. Изначально актёры из крестьян, средневековые гистрионы — шпильманы в Германии, жонглёры во Франции, мимы в Италии, скоморохи в России и т. д. — в дальнейшем пользовались особенной популярностью в городах. К искусству гистрионов восходит фарс, ставший неизменной составной частью городских мистериальных представлений.
Среди гистрионов существовала особая группа вагантов (от лат. clirici vaganti — бродячие клирики), или голиардов, — недоучившихся семинаристов и разжалованных священнослужителей, развлекавших народ пародиями на католическую литургию. Однако сложные отношения с церковью были не только у вагантов, — так, Томас Кэбхем, архиепископ Кентерберийский, в конце XIII века из известных ему видов гистрионов выделил лишь один, который «можно терпеть»: тех, что «зовутся жонглёрами, воспевают подвиги королей и жития святых и утешают людей в их печали и горестях». Искусство гистрионов во всех своих проявлениях оставалось сугубо мирским и в значительной своей части питалось языческим мироощущением, — христианские воззрения вдохновляли иное направление нарождающегося театра.
В противовес языческим, христианская церковь вырабатывала собственные обряды, которые придавали её учению действенную иллюстративность. Уже в IX веке в Западной Европе в день Рождества священники изображали евангельских пастухов, идущих в Назарет, происходил краткий диалог между ними и священником, служившим литургию, — диалогизация службы в своём развитии открывала возможности для драматического действия. Текст ранней литургической драмы полностью совпадал с текстом литургии, но постепенно становился всё более свободным и отделялся от собственно службы; в XI веке на Пасху и в Рождество уже разыгрывались настоящие представления.
Изначально статичная и символическая, литургическая драма постепенно становилась более действенной, более содержательной, наполнялась психологическими переживаниями; тенденция к реалистической трактовке евангельских сюжетов и образов, отразившаяся и в оформлении представлений, и в бутафории, противоречила целям церковной службы, и в 1210 году литургическая драма была изгнана из церкви, — в дальнейшем представления давались на паперти, что позволило участвовать в них не только клирикам, но и горожанам. На паперти литургическая драма постепенно утратила связь с церковным календарём: представления могли разыгрываться и в ярмарочные дни; принятая в церкви латынь постепенно заменялась национальными языками.
Во второй половине XIII получили широкое распространение представления, посвящённые житиям святых — миракли, которые от собственно евангельских сюжетов отличались и более «бытовым» оформлением. В это же время появились и светские пьесы, в большей степени, чем миракли, связанные с народными фольклорными представлениями, — известны, в частности, «Игра о беседке» и «Игра о Робене и Марион» Адама де ла Галя. Однако и миракли, и светские пьесы уже разыгрывались не на церковной паперти, а в любительских кружках, которые поначалу обычно находились под покровительством церкви, но, с развитием в городах цеховых ассоциаций, постепенно отделились от неё и в дальнейшем существовали при городских корпорациях.
Одновременно в городах зарождался жанр мистерий — массового, площадного, самодеятельного искусства, в котором мистика сочеталась с реализмом. Мистерии были частью городских торжеств, которые устраивались в ярмарочные дни, абстрактные церковные сюжеты обретали в них национальный колорит.

### Театр эпохи Возрождения

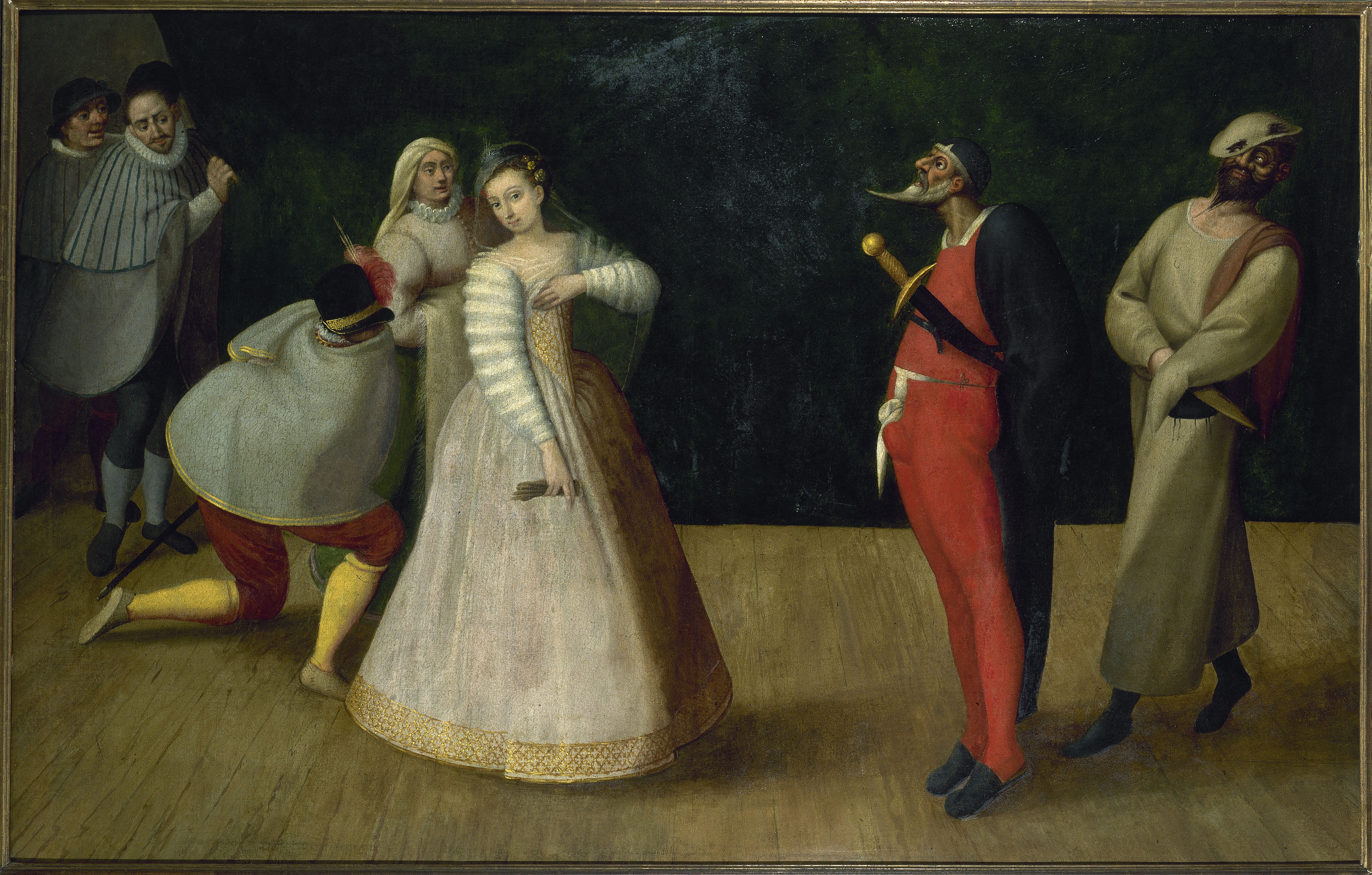
Итальянская комедия дель арте. XVI век

Новый театр родился в Италии, где, с одной стороны, дольше, чем в других странах, существовала литургическая драма — вплоть до первой половины XV века, в то время как за пределами Италии она исчезла ещё в XIII; с другой стороны — относительно поздно, лишь в середине XV века, появился итальянский аналог мистерий — rapresentazioni sacre. Во Флоренции тексты для этих представлений писали крупные поэты-гуманисты — Фео Белькари, Луиджи Пульчи и сам Лоренцо Медичи, глава Флорентийской республики. Увлечённые античной литературой и философией гуманисты поначалу прививали, насколько это было возможно, античный дух священным представлениям, вплоть до использования в мистериях языческих сюжетов, в частности мифа об Орфее.
Параллельно развивалась другая тенденция: в 70-х годах XV века Помпонио Лето в Риме возродил античный римский театр, — со своими учениками он ставил на языке оригинала сочинения Сенеки, Плавта и Теренция. Опыт Лето быстро распространился по всей Италии, и, поскольку латынь была понятна не всем, вскоре появились переводы древнеримских авторов на итальянский язык. Две формы итальянского театра — античные комедии в итальянских переводах (и оригинальные пьесы, долгое время носившие откровенно подражательный характер) и мистерии на мифологические сюжеты — постепенно сближались, заимствовали одна у другой элементы драматургической техники и сценического воплощения.
С распространением мистерий в Италии было связано появление первых театральных коллективов — на рубеже XV—XVI веков, поначалу в виде любительских содружеств, которые со временем превращались в полупрофессиональные: ремесленники и представители интеллигенции собирали труппу, когда был спрос на представления, показывали их за плату в богатых домах и возвращались к своим прежним занятиям, когда спроса на представления не было. Важную роль в становлении итальянского профессионального театра сыграла падуанская труппа актёра и драматурга Анджело Беолько, члены которой, выступая в разных пьесах под одними и теми же именами, в одних и тех же костюмах, создавали неизменные типы (tipi fissi), — в этом отношении труппа Беолько предвосхищала комедию дель арте, появившуюся в середине XVI века, вскоре после его смерти. Однако в точном переводе с итальянского commedia dell’arte в то время означала «профессиональный театр», — понятие «комедия масок» появилось позже.
На протяжении долгого времени спектакли играли во дворцах, импровизированная сцена, нередко с огромными затратами сил и материальных средств, могла сооружаться для одного-единственного спектакля. Лишь в 20-х годах XVI века начали появляться специальные театральные здания, при этом принципы постройки заимствовались у Витрувия: как в Древнем Риме, зрительный зал строился в виде амфитеатра. В 1519 году был зафиксирован первый (с античных времён) случай применения занавеса — в Риме, в Ватиканском дворце, во время представления папе Льву X «Подменённых» Ариосто; этот занавес, который, как в Древнем Риме, падал вниз в специально сделанный жёлоб, был сделан по картону Рафаэля.
Новый итальянский театр родился как придворный, однако очень скоро завоевал популярность в самых широких слоях итальянского общества, к интересам и вкусам которых он начал приспосабливаться на рубеже XV—XVI веков: мифологические сюжеты постепенно уступали место сюжетам из современной жизни, которые, в свою очередь, диктовали и новые принципы оформления спектаклей и иной стиль актёрской игры.
Италия в области театрального искусства пролагала пути, по которым следовали и другие страны; комедия дель арте, благодаря постоянным гастролям итальянских артистов — с конца XVI и на протяжении всего XVII века — в Испании, Франции, Англии и Германии, стала для этих стран школой сценического искусства.
. Итальянским гуманистам принадлежали и первые попытки создать теорию драмы — путём комментирования «Поэтики» Аристотеля, как высшего авторитета древнего мира в области театра. И хотя Аристотель говорил о необходимости соблюдения только одного единства — действия, комментаторы пошли дальше: замечание Аристотеля о том, что у греческих трагиков действие обычно совершается в течение одного оборота солнца, Джиральди Чинтио возвёл в закон единство времени; другой комментатор, по-своему истолковав текст Аристотеля, добавил требование единства места, — в 1570 году Лодовико Кастельветро в своей «Поэтике» выстроил теорию трех единств, которая стала законом для театра эпохи классицизма.

### Театр эпохи классицизма
Родиной классицизма стала Франция, где зарождение национального театра совпало с образованием национального государства. В XVI веке французские монархи сочувствовали гуманистическому движению: «Искусство, история, мораль, философия и почти все другие знания, — говорилось в одном из указов Франциска I, — вытекают из творений греческих писателей, как ключи из своих источников». В 1529 году для изучения античности и новых наук был основан Коллеж де Франс (Collège de France). В первой половине XVI во Францию из разоренной Италии переселились многие деятели науки и искусства, которым, собственно, и принадлежала теория «трёх единств», взятая на вооружение новым движением. Первой классицистской пьесой считается комедия кардинала Биббиены «Каландро», написанная по мотивам «Менехмов» Плавта: силами итальянских актёров комедия была поставлена в 1548 году в Лионе по случаю коронации Генриха II.

### Драматический театр в России
В России театр родился поздно — лишь во второй половине XVII века: в православной церкви не были приняты инсценировки служб, скоморошество, зародившееся ещё в XI веке, жестоко преследовалось и было официально запрещено в 1648 году указом Алексея Михайловича, города не обладали достаточной самостоятельностью, чтобы своими силами устраивать представления, аналогичные западноевропейским мистериям, — театр в Россию был импортирован из Западной Европы. В 1672 году был создан первый придворный театр, однако просуществовал всего несколько лет. К этому же времени относится возникновение так называемого «школьного театра» — театра при духовных учебных заведениях; первое упоминание относится к 1672 году, когда в Киево-Могилянской академии была поставлена мистерия «Об Алексее человеке Божием». В 1687 году в Москве была основана Славяно-греко-латинская академия, при которой также был создан театр, сыгравший в дальнейшем важную роль в развитии письменной драматургии.

## Актёр в драматическом театре
В деятельности средневековых гистрионов присутствовали лишь примитивные элементы актёрского искусства: импровизация, диалог, пластика, — о создании характеров речь ещё не шла, гистрионы всегда действовали только от своего лица. С другой стороны, жёсткие каноны католической церкви также исключали понятие «характер». Актёрское искусство как таковое зарождалось в рамках мистерий: включавшиеся в них фарсы предполагали создание определённых типажей; характеры, хотя и неизменные, присутствовали в театре Анджело Беолько.
В средневековый театр, как и в античный, женщины не допускались, но в полупрофессиональных итальянских труппах они появились уже в первой половине XVI века. Ещё в XV веке женщины присоединялись к странствующим группам гистрионов (saltimbanchi); что же касается театральных трупп, то в качестве певиц, а возможно, и в качестве актрис они участвовали уже в труппе Беолько. В 1550—1560 годах века уже были известны имена некоторых актрис: Фламинии, Винченцы Армани и польки Цуккати.

## Театральные системы
В драматическом театре непосредственным выразителем действия является актёр, создающий характер персонажа в предлагаемых пьесой обстоятельствах. В западно-европейском театре сложились два основных принципа актёрской игры — «переживание», предполагающее внутреннее перевоплощение, вживание актёра в образ, и «представление», стремящееся раскрыть прежде всего отношение к образу. Искусство «переживания» связано в первую очередь с реалистическим театром, хотя в тех или иных формах существовало и раньше, в частности в театре эпохи Возрождения и в искусстве романтиков. «Представление» всегда было связано с театром условным, в том числе средневековыми церковными представлениями, итальянской комедией дель арте, театром эпохи классицизма. Во второй половине XIX века в качестве теоретика «школы переживания» выступил великий итальянский актёр Томмазо Сальвини (1829—1915), его главным оппонентом был Коклен-старший (1841—1909), предпочитавший переживанию рационалистически выверенное мастерство.
В XX веке на основе этих традиций сложились две актёрские системы: «переживание» («психологический театр») связывают обычно с именем К. С. Станиславского — не только его теоретическими трудами, в частности разработанной им системой работы актёра над ролью, но и всей практикой Художественного театра; «представление» чаще всего связывают с именем Бертольта Брехта, теоретика «эпического театра», который нашёл своё практическое воплощение в созданном Брехтом театре «Берлинер ансамбль».
Поздно родившийся русский драматический театр традиционно был театром переживания, однако ещё задолго до Брехта, в самом начале XX века, театральные режиссёры в России искали иные средства выразительности, одни, как Всеволод Мейерхольд, отчасти и Евгений Вахтангов, — в порядке отрицания натурализма Художественного театра, другие, в первую очередь руководители МХТ, Станиславский и Немирович-Данченко, — стремясь через условность и символику «обогатить реализм», разгрузить сцену от быта, преодолеть захлестнувший драматический театр натурализм, чтобы ярче выявить «жизнь человеческого духа».
Многие режиссёры, прежде всего Е. Вахтангов и А. Таиров, в своих поисках приходили к различным сочетаниям «переживания» и «представления»; В. Мейерхольд создал ГосТиМ как образцовый театр «представления», где мхатовский психологизм заменяла музыка, как конструктивный элемент сценического действия, однако в поздних своих спектаклях и Мейерхольд приближался к «школе переживания».
Сам Брехт главное отличие своего театра от театра Станиславского видел не в противопоставлении переживания представлению: «Станиславский, — говорил он, — ставя спектакль, главным образом актёр, а я, когда ставлю спектакль, главным образом драматург. …Вы можете и от меня услышать, что всё зависит от актёра, но я целиком исхожу из пьесы, из её потребностей… Как драматургу, мне нужна способность актёра к полному вживанию и полному перевоплощению, которую Станиславский впервые разбирает систематически; но, кроме того и прежде всего, мне нужно дистанцирование от образа». Если у Станиславского вживание в образ было результатом работы актёра над ролью, то Брехту оно было нужно на другой стадии репетиций: сначала вживание — для создания полнокровного характера, а в итоге — дистанцирование от него, ради выявления отношения к образу. «Когда я видел Эрнста Буша в „Галилее“, — писал Георгий Товстоногов, — в классическом брехтовском спектакле, на сцене колыбели брехтовской театральной системы, в Берлинском ансамбле, я видел, какие великолепные „мхатовские“ куски были у этого замечательного актера». В целом же система Брехта была в большей степени режиссёрской, что вполне соответствовало тем изменениям во взаимоотношениях режиссёр—актёр, которые характеризуют драматический театр XX века.
Во второй половине XX столетия выбор той или иной системы нередко определялся драматургическим материалом: так, коллективы, исповедующие «психологический» театр, могли обращаться к пьесам Брехта и близких ему по духу драматургов и достигали успеха в той мере, в какой им удавалось изменить стиль исполнения.